# Akiba Rubinstein
Akiba Rubinstein (12 de desembre de 1882 - 15 de març de 1961) va ser un gran jugador d'escacs de principis del segle xx, que tingué el títol de Gran Mestre des de 1950. Malgrat que no va arribar a ser campió del món, les seves partides s'estudien encara avui, i tenen una gran influència en els escacs actuals.

## Resultats destacats en competició
Nascut a Polònia de pares jueus, aviat va decidir dedicar-se per complet als escacs; es creu que va ser el 1903 després d'assolir el cinquè lloc en un torneig a Kíev. El joc de Rubinstein va florir especialment entre 1907 i 1912. Començant amb una victòria al Torneig de Carlsbad de 1907, un primer lloc compartit (amb Emanuel Lasker) a Sant Petersburg el 1909, i un altre primer lloc al fort torneig de Varsòvia de 1910, seguit d'un segon lloc al torneig de Carlsbad de 1911 (el campió fou Richard Teichmann). El 1911 fou també segon al fort Torneig d'escacs de Sant Sebastià, rere Capablanca. El 1912 va assolir una ratxa rècord de victòries, assolint la victòria en cinc grans torneigs consecutius: Donosti, Piesany, Wrocław (campionat germànic), Varsòvia i Vilna.
En l'època de Rubinstein no existia un cicle pel títol de campió del món ni res de semblant, sinó que un jugador havia de reunir certa quantitat de diners i patrocinadors per aconseguir disputar un partit per la corona. Rubinstein mai no va tenir la possibilitat d'enfrontar-se al llavors campió Emanuel Lasker, ja que mai no va poder reunir aquests diners. A més les seves possibilitats van disminuir després d'un pobre resultat a Sant Petersburg el 1914, i finalment per l'esclat de la I Guerra Mundial i l'aparició del nou talent José Raúl Capablanca.
Després de la guerra, Rubinstein va continuar sent un gran jugador, encara que els seus resultats no van tornar a ser els mateixos que en el període 1907-1912. Tot i així, va vèncer un important torneig a Viena el 1922 (el segon Campionat d'Àustria - no oficial) per davant del futur campió mundial Aleksandr Alekhin, guanyà la tercera edició del torneig de Nadal de Hastings (1922/23), guanyà al Campionat de Polònia de 1927 a Łódź, fou 3r al gran Torneig d'escacs de San Remo 1930 (rere Alekhin i Aron Nimzowitsch), i va ser el líder de la selecció polonesa que va vèncer a l'Olimpíada d'escacs de 1930 a Hamburg. En aquesta competició va aconseguir la gran marca de 13 victòries i 4 taules per un total de 15 punts sobre disset possibles, cosa que li va valer una medalla d'or a la millor actuació individual.
El 1923 fou 12è al fort Torneig de Carlsbad (el campió fou Aleksandr Alekhin). El 1925 fou catorzè al fort torneig de Moscou de 1925 (el campió fou Efim Bogoljubow). El 1929 fou 4t al fort Torneig de Carlsbad (el campió fou Aron Nimzowitsch).
Després de 1932 es va retirar del joc actiu, principalment per problemes d'esquizofrènia (sembla que sofria d'antropofòbia). Encara que va viure gairebé 30 anys més, no va deixar darrere de si cap llegat en forma de llibre, com en van fer d'altres grans jugadors d'escacs.
La seva influència en els escacs actuals ha estat gran. Existeixen molts esquemes, plans i obertures que provenen directament de les seves partides.